# Almenara (berg)
Almenara är ett berg i Spanien.   Det ligger i provinsen Província de Lleida och regionen Katalonien, i den östra delen av landet, 400 km öster om huvudstaden Madrid. Toppen på Almenara är 454 meter över havet, eller 129 meter över den omgivande terrängen. Bredden vid basen är 16,1 km.
Terrängen runt Almenara är huvudsakligen platt. Runt Almenara är det ganska glesbefolkat, med 32 invånare per kvadratkilometer. Närmaste större samhälle är Tàrrega, 13,3 km sydost om Almenara. Trakten runt Almenara består till största delen av jordbruksmark.